# Honorio Delgado (Metropolitano)
La estación Honorio Delgado es una estación intermedia del Metropolitano en la ciudad de Lima. Está ubicada en la intersección de la avenida Túpac Amaru con la avenida Honorio Delgado en el límite entre los distritos de Rímac y San Martín de Porres.

## Características
La estación está en superficie, tiene dos plataformas para embarque de pasajeros y un ingreso en el lado sur accesible para personas con movilidad reducida. Dispone de máquinas de autoservicio y taquilla para la compra y recarga de tarjetas.
Próximo a la estación se encuentra la puerta N.º 5 de la Universidad Nacional de Ingeniería.

## Servicios
La estación es atendida por los siguientes servicios:
| Servicio troncal | Indicador | Lunes a viernes | Lunes a viernes | Sábado        | Domingo       |
| ---------------- | --------- | --------------- | --------------- | ------------- | ------------- |
| Regular          | Regular A | 05:00 - 23:00   | 05:00 - 23:00   | 05:00 - 23:00 | 05:00 - 22:00 |
| Regular          | Regular B | 10:00 - 23:00   | 10:00 - 23:00   | 05:00 - 23:00 | 05:00 - 22:00 |
| Regular          | Regular D | 05:00 - 10:30   | 05:00 - 10:30   | Sin servicio  | Sin servicio  |